# 高橋平
高橋 平（たかはし たいら、1996年5月12日 - ）は、日本の俳優である。
シーアンドティー（キャロット）所属。

## 略歴
- 2001年、現在の事務所に登録。イオンのCMでデビュー。

## 人物
- 特技は、ヒップホップと空手。

## 出演

### テレビ
NHK　
- 大河ドラマ「篤姫」 小松清直役
- 「わたしが子どもだったころ」近藤等則篇 / 小池昌代篇
- スペシャルドラマ「坂の上の雲」
- しずかちゃんとパパ（2022年3月13日-、NHK BSプレミアム） - 圭一の同僚 役

NTV
- 「未来創造堂〜日本漫画 加藤謙一〜」加藤丈夫役
- 「仰天ありがた迷惑・大物芸能人接待ツアー」

TBS
- 「ひまわり〜夏目雅子27年の生涯と母の愛〜」
- 「シンデレラになりたい!」
- 「陰の季節3」

CX
- 「まだ見ぬ父へ、母へ魂で歌う青い海全盲のテノール歌手・新垣勉の軌跡」主人公の幼少 役
- 金曜エンタテイメント「姫さま事件帖3」
- 金曜エンタテイメント「実録 福田和子」
- 「偽りの花園」（2006年）早瀬川進一（幼少） 役
- 開局50周年記念ドラマ「不毛地帯」（2009年）壱岐誠 役

EX
- 「いのちのいろえんぴつ」市川勝則 役

### CM
- パナソニック「VIERA」
- キンカン
- マクドナルド「ハッピーセット」
- トヨタ自動車企業広告
- インスリン注射針
- 日テレNOON「トーヨーライス・金芽米」
- 松下電器企業広告
- バンダイ「変身スーツ」
- イオン「羽毛布団リラックスチェア」
- イオンの初売り「肌着篇」「食品篇」

### 映画
- 「Beauty-うつくしいもの-」小椋半次（少年時代） 役
- 「蟲師-むしし-」
- 「DEATH NOTE-The Last Neme-」
- 東放学園映画作品「僕にさようなら」

### プロモーションビデオ
- ROCK'A'TRENCH「Every Sunday Afternoon」
- コブクロ「蕾」